# Viuz-la-Chiésaz
Ne doit pas être confondu avec Viuz-en-Sallaz.
Viuz-la-Chiésaz (prononcer [vjy la ʃjɛza] ; Le -az final ne se prononce pas traditionnellement) est une commune française située dans le département de la Haute-Savoie, en région Auvergne-Rhône-Alpes. Elle fait partie du pays de l'Albanais et du canton de Rumilly (depuis le redécoupage de 2014).

## Géographie
Placé sur la face ouest du Semnoz, Viuz-la-Chiésaz s’étire jusqu'au Crêt Châtillon. La moitié de la surface communale est couverte de forêts de feuillus et d’épicéas dont la forte déclivité rend l’exploitation difficile. Les sept ruisseaux qui la divisent servent de limite communale et assurent des corridors biologiques.
Composée de nombreux hameaux, Viuz-la-Chiésaz fait partie des « communes bourgs ». Les logements y sont principalement des propriétés individuelles. Cependant des logements collectifs locatifs se développent.

## Urbanisme

### Typologie
Au 1er janvier 2024, Viuz-la-Chiésaz est catégorisée bourg rural, selon la nouvelle grille communale de densité à sept niveaux définie par l'Insee en 2022.
Elle est située hors unité urbaine. Par ailleurs la commune fait partie de l'aire d'attraction d'Annecy, dont elle est une commune de la couronne,. Cette aire, qui regroupe 79 communes, est catégorisée dans les aires de 200 000 à moins de 700 000 habitants,.

### Occupation des sols
L'occupation des sols de la commune, telle qu'elle ressort de la base de données européenne d’occupation biophysique des sols Corine Land Cover (CLC), est marquée par l'importance des forêts et milieux semi-naturels (60,1 % en 2018), une proportion identique à celle de 1990 (60,1 %). La répartition détaillée en 2018 est la suivante : 
forêts (52,4 %), zones agricoles hétérogènes (32,5 %), milieux à végétation arbustive et/ou herbacée (7,7 %), terres arables (3,6 %), zones urbanisées (3 %), prairies (0,8 %).
L'IGN met par ailleurs à disposition un outil en ligne permettant de comparer l’évolution dans le temps de l’occupation des sols de la commune (ou de territoires à des échelles différentes). Plusieurs époques sont accessibles sous forme de cartes ou photos aériennes : la carte de Cassini (XVIIIe siècle), la carte d'état-major (1820-1866) et la période actuelle (1950 à aujourd'hui).

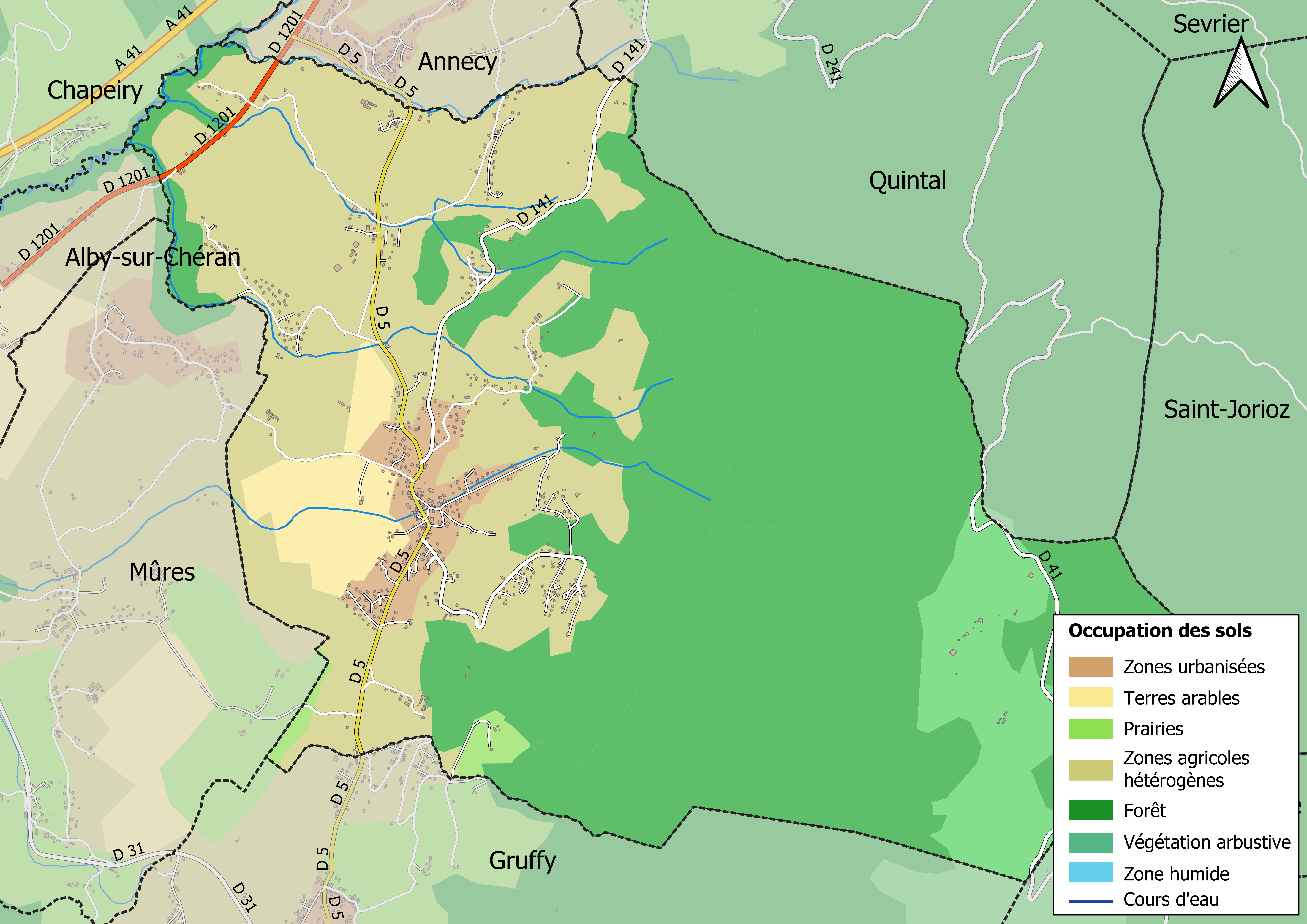
Carte des infrastructures et de l'occupation des sols en 2018 (CLC) de la commune.
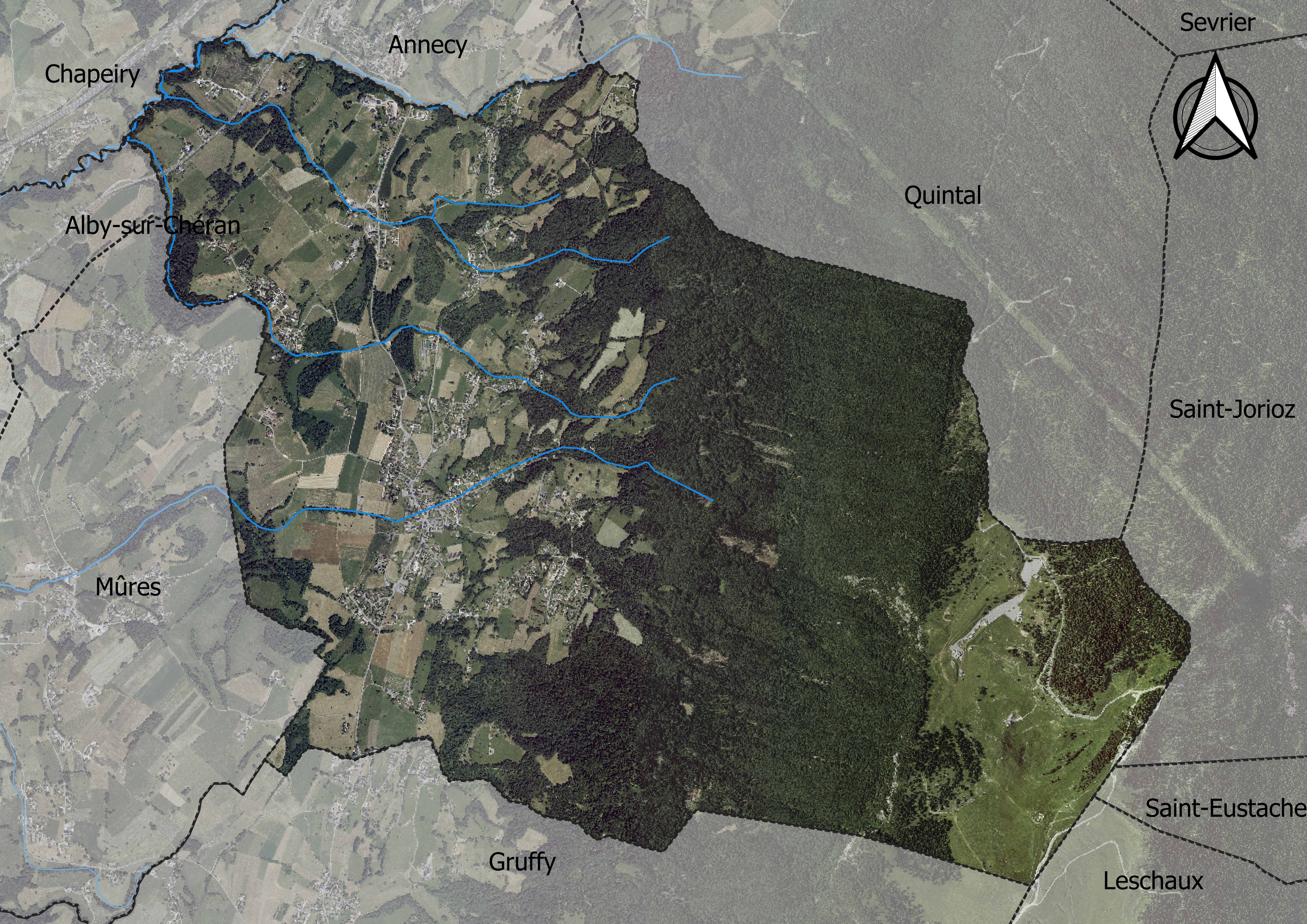
Carte orthophotogrammétrique de la commune.

## Toponymie
Le toponyme « Viuz-la-Chiésaz » est composé de deux mots Viuz, qui provient du nom latin vicus désignant une petite agglomération à l'époque romaine, — cette étymologie est confirmée par la découverte de vestiges de l’époque romaine —, et de la-Chiésaz, qui dérive du latin casa, et désigne « une maison ou une petite exploitation agricole ».
On trouve au cours de l'histoire les mentions et formes suivantes : Vivi supra Albiacum en 1275, le prieur de Vyu versus Albiez vers 1344. La forme ancienne du village est Vieux-la-Chiésa.
En francoprovençal, le nom de la commune s'écrit Viu, selon la graphie de Conflans.

## Histoire
La voie romaine pénétrait sur le territoire communal par le hameau de Lavy et le quittait, au sud, par les Rippes. On peut apercevoir depuis le Semnoz, dans les temps de sécheresse, une bande roussie ou blanchâtre, selon qu’elle traverse les champs ou les prés tracée presque en droite ligne du nord au midi, longeant à peu de distance l’ancienne route d’Annecy. On ne sait pas si elle rejoignait les Bauges ou Chambéry. Au hameau de la Ravoire existait une villa gallo-romaine.
La rectification du tracé de la route en 1865, puis d’autres travaux entrepris par la suite, permirent de retrouver la trace d’une villa romaine ainsi que divers objets. À proximité se trouvait une nécropole attribuée aux Burgondes.
Au Moyen Âge, Viuz relevait du mandement d'Alby.

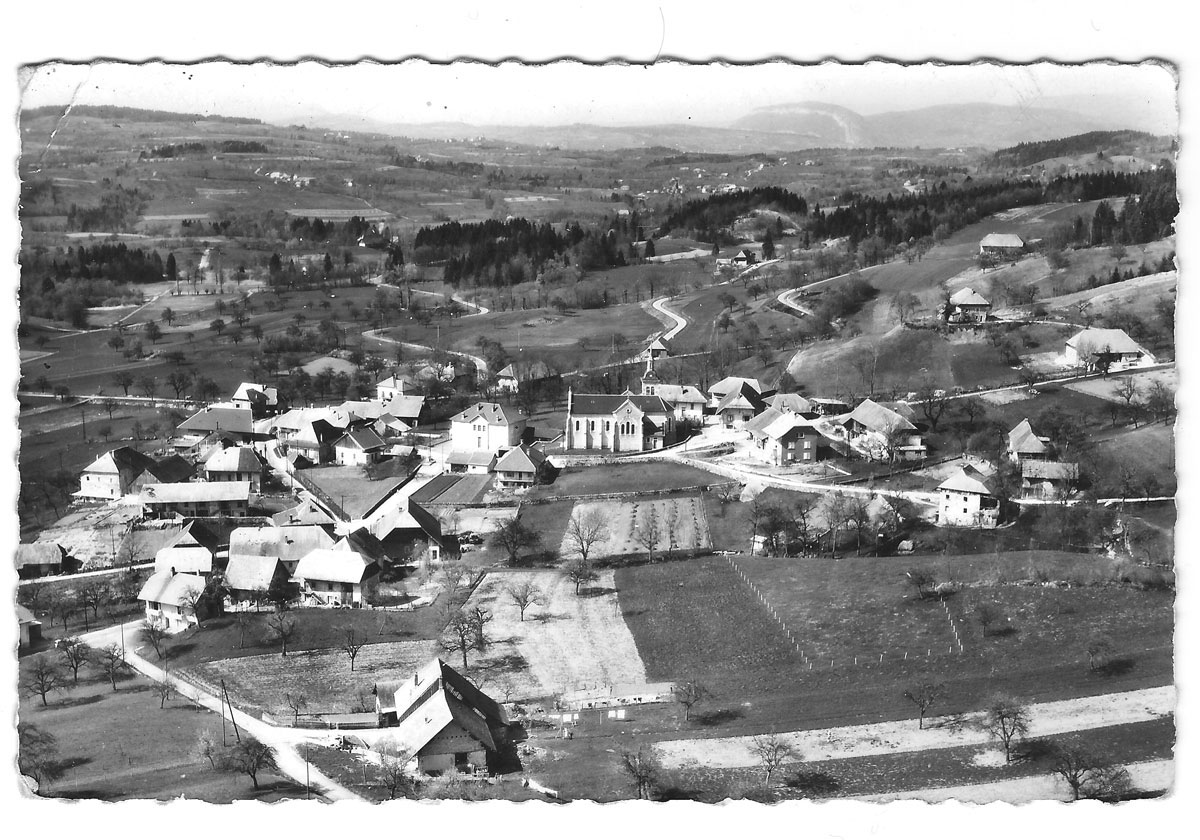
Chef-lieu de Viuz dans les années 1960.

Des archives attestent l’existence en 1337 et 1452 d’un prieuré d’obédience clunisienne dédié à saint Jean Baptiste à La Chiésaz (qui signifie l’église dans le dialecte savoyard). Laissé à l’abandon, il fut détruit à la Révolution. 
Seul vestige de ce prieuré au hameau de La Chiésaz : un bénitier incorporé dans un mur.
La Chiésaz a été rattachée à la paroisse de Viuz au moment du Concordat, sous Napoléon Ier.
Maison forte d’Orlyer : jusqu’au XVIIIe siècle, au sud-ouest du village au lieu-dit Grand Maison se dressait la maison forte de la famille D’Orlyé. Il ne reste que quelques pierres gravées à leurs armes incorporées dans des constructions nouvelles (grand maison, mairie). Les membres de la famille d’Orlyé ont choisi pour leur sépulture l’église de l’abbaye d’Hautecombe. Jacques d’Orlyé, entré chez les dominicains d’Annecy en 1445, sous le nom de père Guillaume, finit sa vie en ermite dans une grotte près d’Allèves. Les biens ont été vendus principalement aux habitants de la commune dans les années 1828 à 1833.
La maison forte de Barreau : propriété privée, située au sud du village au hameau de barreau, certaines parties datent du XIIIe siècle. En ce temps-là, le noble Fenouillet épousa Suzanne de Gruffy, elle apporta en dot cette maison. Morts sans héritier, ils lèguent leurs biens à sa sœur, épouse Portier de Bellair en 1651. Cette bâtisse abrite encore une chapelle. Au début du XXe siècle, une aile est rajoutée à cette bâtisse.
Lors de la guerre de 1870, les Viulans rejoignent la Brigade de Savoie.

## Politique et administration

### Situation administrative
Viuz-la-Chiésaz appartient au canton de Rumilly, qui compte selon le redécoupage cantonal de 2014 29 communes. Avant ce redécoupage, la commune appartenait au canton d'Alby-sur-Chéran.
La commune appartient depuis le 1er janvier 2017 au Grand Annecy qui remplace la communauté de communes du Pays d'Alby-sur-Chéran, créée en 1993 et qui fait suite à différents syndicats communaux (syndicat intercommunal pour le développement économique du canton d'Alby, syndicat intercommunal pour l’équipement scolaire du canton d'Alby, syndicat intercommunal pour le ramassage des élèves du canton d'Alby). On retrouve ainsi les onze communes de l'ancien canton d'Alby-sur-Chéran.
Viuz-la-Chiésaz relève de l'arrondissement d'Annecy et de la deuxième circonscription de la Haute-Savoie.

### Liste des maires
| Période                                  | Période  | Identité                    | Étiquette | Qualité  |
| ---------------------------------------- | -------- | --------------------------- | --------- | -------- |
| 1861                                     | 1862     | Emmanuel Portier De Bellair |           |          |
| 1862                                     | 1870     | François Laperousaz         |           |          |
| 1871                                     | 1875     | Armand Portier De Bellair   |           |          |
| 1876                                     | 1880     | François Barbier            |           |          |
| 1881                                     | 1884     | Maurice Masson              |           |          |
| 1885                                     | 1887     | Joseph Francoz              |           |          |
| 1888                                     | 1924     | Victor Portier De Bellair   |           |          |
| 1924                                     | 1925     | Edouard Laperrousaz         |           |          |
| 1925                                     | 1932     | Francois Gueugnon           |           |          |
| 1932                                     | 1944     | Charles Metral              |           |          |
| 1944                                     | 1945     | François Masson             |           |          |
| 1945                                     | 1947     | Charles Metral              |           |          |
| 1947                                     | 1977     | Gaston Daviet               |           |          |
| 1977                                     | 1983     | Augustin Longeray           |           |          |
| 1983                                     | 1995     | Guy Daviet                  |           |          |
| 1995                                     | 2001     | André Laperrière            |           |          |
| 2001                                     | 2008     | Marc Le Roux                |           |          |
| 2008                                     | 2009     | Yolande Mermin              |           |          |
| 2009                                     | 2014     | Éliane Vire                 |           |          |
| 2014                                     | En cours | François Lavigne-Delville   | DVD       | Retraité |
| Les données manquantes sont à compléter. |          |                             |           |          |

## Démographie
L'évolution du nombre d'habitants est connue à travers les recensements de la population effectués dans la commune depuis 1793. Pour les communes de moins de 10 000 habitants, une enquête de recensement portant sur toute la population est réalisée tous les cinq ans, les populations de référence des années intermédiaires étant quant à elles estimées par interpolation ou extrapolation. Pour la commune, le premier recensement exhaustif entrant dans le cadre du nouveau dispositif a été réalisé en 2004.

En 2022, la commune comptait 1 302 habitants, en évolution de −2,25 % par rapport à 2016 (Haute-Savoie : +6,01 %, France hors Mayotte : +2,11 %).
| 1793 | 1800 | 1806 | 1822 | 1838 | 1848 | 1858 | 1861 | 1866 |
| ---- | ---- | ---- | ---- | ---- | ---- | ---- | ---- | ---- |
| 379  | 374  | 417  | 396  | 573  | 566  | 619  | 646  | 598  |

| 1872 | 1876 | 1881 | 1886 | 1891 | 1896 | 1901 | 1906 | 1911 |
| ---- | ---- | ---- | ---- | ---- | ---- | ---- | ---- | ---- |
| 553  | 540  | 549  | 537  | 519  | 504  | 473  | 454  | 445  |

| 1921 | 1926 | 1931 | 1936 | 1946 | 1954 | 1962 | 1968 | 1975 |
| ---- | ---- | ---- | ---- | ---- | ---- | ---- | ---- | ---- |
| 423  | 377  | 378  | 386  | 368  | 368  | 341  | 346  | 404  |

| 1982 | 1990 | 1999  | 2004  | 2006  | 2009  | 2014  | 2019  | 2022  |
| ---- | ---- | ----- | ----- | ----- | ----- | ----- | ----- | ----- |
| 601  | 818  | 1 022 | 1 174 | 1 211 | 1 278 | 1 340 | 1 307 | 1 302 |

## Économie
L’activité principale est l’agriculture. Elle est assurée par différents éleveurs, céréaliers et producteurs de lait. De petits artisans sont également implantés sur la commune.

### Les commerces
Une boulangerie, un bar-tabac-restaurant et deux hôtels-restaurants, dont l'un au sommet du Semnoz, sont présents sur la commune.

### L'agriculture
Sept agriculteurs se partagent le territoire agricole de la commune. Ils représentent un panel d’activité variée. Certains font du lait pour la fruitière du parc des Bauges située sur Gruffy, d’autres font de la viande. Il y a un fabricant de fromage sur sa ferme qui fait de la vente directe. Un dernier possède du matériel et cultive des céréales.

## Culture locale et patrimoine

### Lieux et monuments

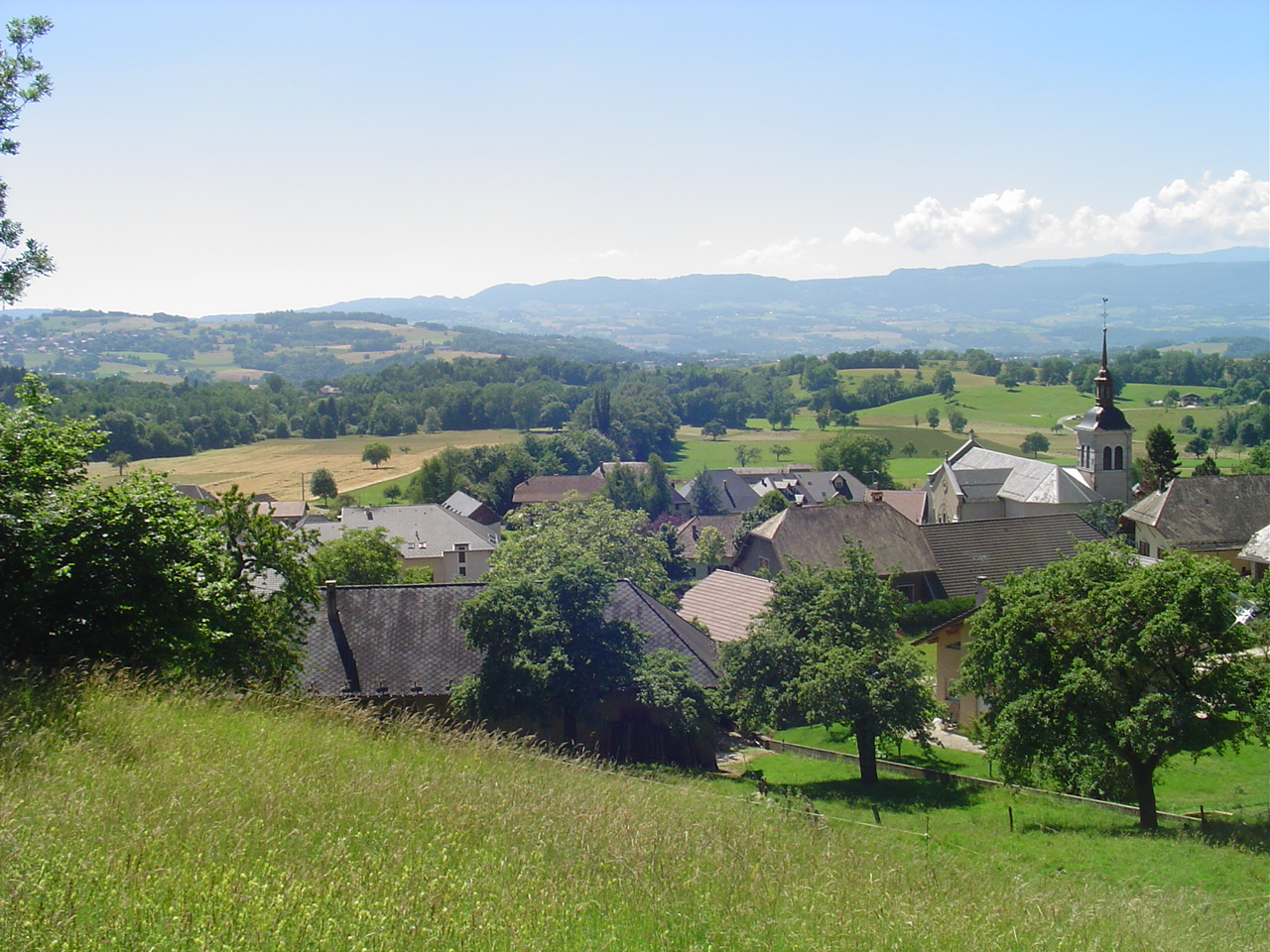
Centre de Viuz-la-Chiésaz.

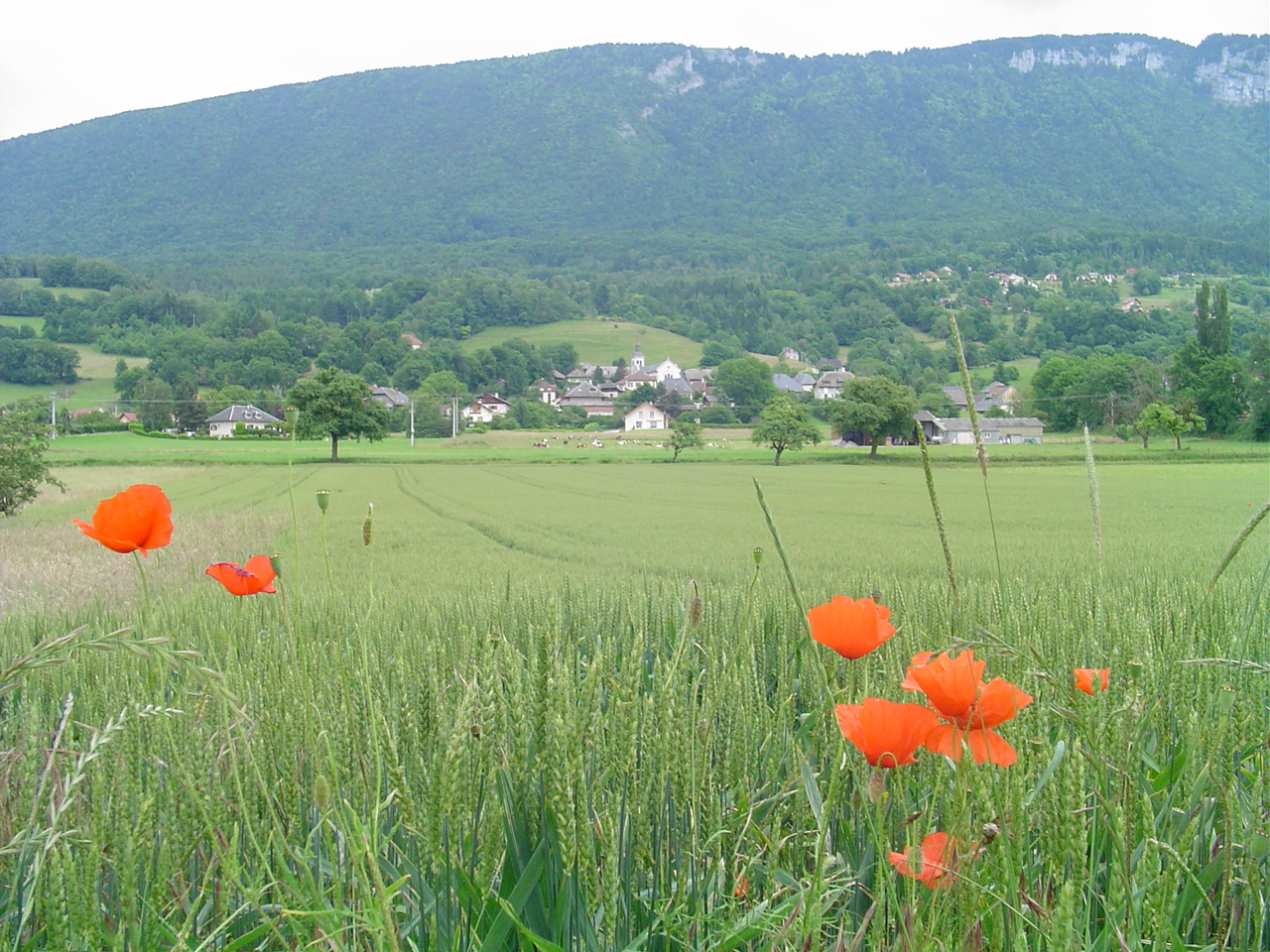
Vue du chef-lieu et du Semnoz.

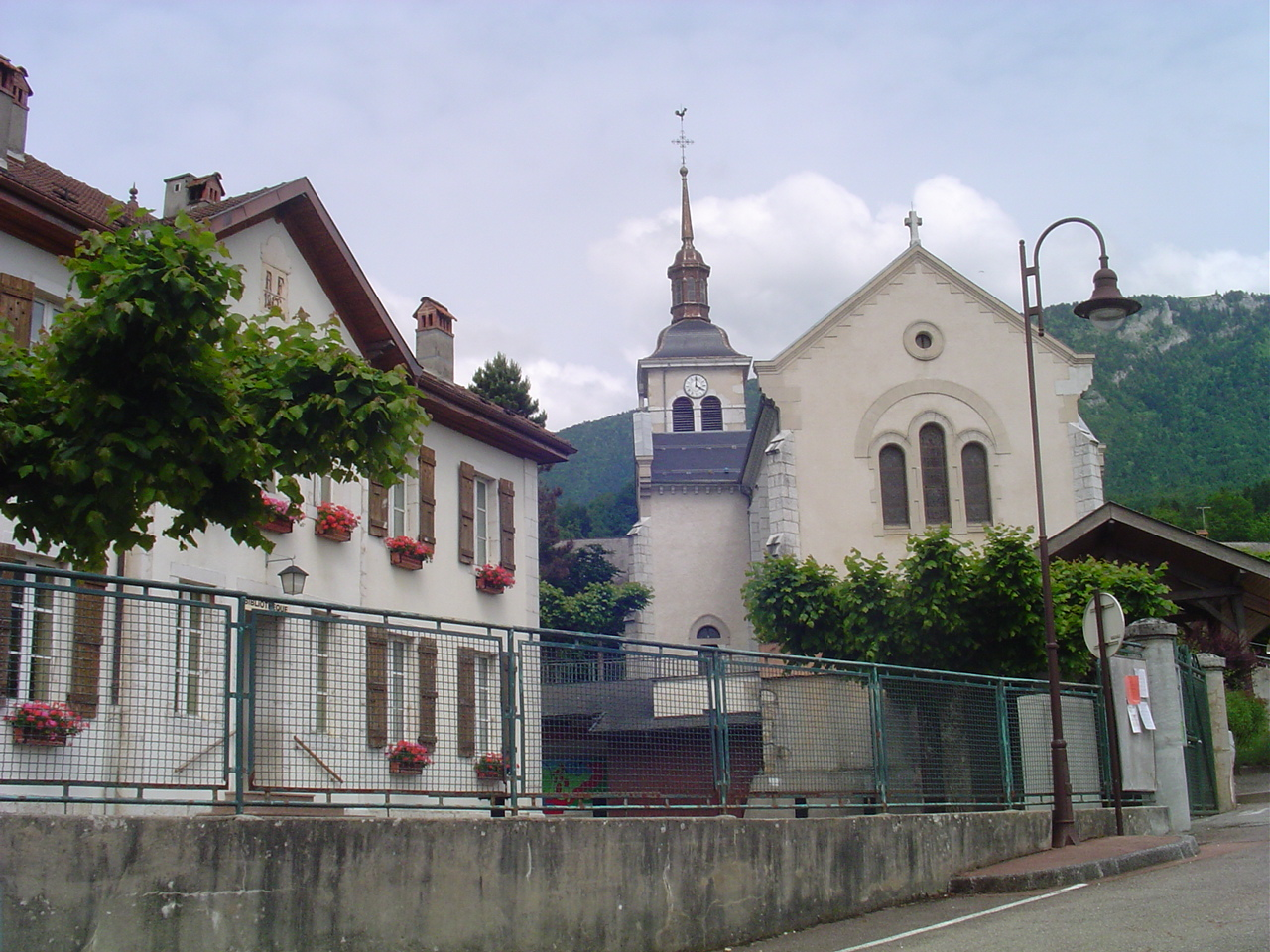
École et église de Viuz.

#### L'église
Église placée sous le patronage de saint Étienne. Le nouvel édifice, de style néoroman, est construit entre 1833 et 1834. Il est consacré en 1844.
Elle apparaît en 1365 dans les archives du diocèse de Genève de style roman.
L’église de style néo-roman, dédiée à saint Étienne, a été construite en 1833/1834 par l’architecte Ruphy fils. Devenue trop petite l’architecte Raillon la redessine en 1903 après avoir déplacé le cimetière. Superficie intérieure actuelle : 22 mètres de longueur sur 8 mètres de largeur et 11 mètres de hauteur de haut. Elle a été restaurée de 1986 à 1988.
Son clocher construit en 1864 porte les 2 cloches fabriquées en 1851 par Claude Paccard, elles pèsent respectivement 846 kg et 408 kg.
Selon une légende, lors de la Révolution, les habitants auraient caché la cloche de l’église dans un marais pour qu’elle ne soit pas fondue à des fins militaires. Mais ils n’ont jamais réussi à la retirer du marais, et la légende dit qu’un glas retentit parfois près du marais où la cloche serait toujours présente.
On dit aussi que des habitants de la commune lors de la fabrication des cloches actuelles ont apporté de l’or pour qu’elles aient un son plus clair.

#### L’école-mairie
En 1867, le bâtiment est achevé. Il permet de faire l’école aux enfants des deux sexes, d’avoir des logements pour les instituteurs et un local approprié pour la mairie. En 1976, la commune dispose d’une école élémentaire de trois classes, d’une maternelle et d’une cantine de 60 couverts. En 1984-85, le conseil municipal fait aménager une classe élémentaire à l’étage à la place des appartements de fonction des instituteurs et une nouvelle classe de maternelle qui accueille les 4-5 ans. La cantine est installée dans la maison Berthet et peut accueillir 80 à 100 couverts. La mairie est transférée en 1985 dans l’ancien presbytère. En 2000, un troisième bâtiment de 611 m2 est ajouté au groupe scolaire pour accueillir les salles de motricité et les classes maternelles.

#### Le presbytère
Au début du XVIIIe siècle, le presbytère occupe une dépendance du château de Viuz et se compose d’une cuisine et d’une petite chambre d’environ 73 m2. En 1730, il se situe près de l’église, dans la maison occupée actuellement par madame Aymes. Réquisitionné à la Révolution, il est vendu à des particuliers et sera acheté ensuite par Joseph et Jacques Laperrousaz dit Gonet. Se retrouvant sans presbytère, la paroisse loue une maison pendant quelque temps. En 1829, Charles-Louis Portier De Bellair lègue à la commune la petite maison appelée « la grange du cimetière », ancien cabaret qui sera aménagé pour recevoir convenablement les prêtres de la paroisse. En 1857, le presbytère est agrandi selon le devis de monsieur Ruphy. En 1897, l’intérieur est réaménagé, avec deux chambres, un corridor dans la longueur, une porte du côté sud, une salle à manger, une cuisine et un WC. Le dernier prêtre quitte le presbytère en 1979. Loué ensuite pendant 5 ans à des particuliers, il est réaménagé en 1985 pour accueillir l’actuelle mairie.

#### Le cimetière
Il était situé autour de l’église Saint-Étienne. Certaines tombes en molasse, dataient du VIe ou VIIe siècle. En 1836, le cimetière est embelli en son centre d’une très belle croix, elle est toujours à côté de l’église. En 1838, pour assurer une certaine décence, il est clos, afin que les animaux ne puissent pas facilement s’y introduire. En 1887, le cimetière est saturé et les fosses se renouvellent avant le délai légal de cinq ans. Un terrain, situé le long de la route départementale no 5, est alors cédé gratuitement par Emmanuel Portier de Bellair. En 1890, commencent les travaux d’aménagement, les paroissiens auront jusqu’en 1900 pour y transférer les ossements de leurs familles. En 1987, un parking est créé et l’entrée située face à la route départementale est déplacée.

#### Le Semnoz (géré par le SIPAS)
Le Semnoz avec comme point culminant le Crêt de Châtillon (1 699 m) permet la pratique de différents loisirs en été : la luge d’été sur un circuit aménagé, la randonnée sur de nombreux chemins, le parapente avec son site d’atterrissage à l’ouest de la commune de Viuz, le VTT avec la possibilité de faire monter son vélo en bus pour ne faire que la descente. En hiver le ski alpin, le ski nordique et la raquette peuvent être pratiqués sur des pistes aménagées (Stade de neige du Semnoz).
Les alpages sont occupés l’été, nous pouvons rencontrer des vaches mais aussi des chèvres.
Le panorama est exceptionnel sur la chaîne du Mont-Blanc, le massif des Écrins et la plaine de l’Albanais.
L’accès au Semnoz peut se faire par des sentiers : soit en prenant depuis Viuz le hameau des granges et la direction du rocher des Fours soit en prenant la direction de Quintal ; ce dernier arrive au bas de la station de ski.

#### Les sentiers
Sentier à thème : « le Chemin du bois de la Marie » au départ de la Vetaz, balisé par les enfants de la maternelle de Viuz la Chiésaz. De nombreux thèmes sont abordés sur la faune et la flore.
Tout un réseau de sentiers a été ouvert avec pour objectif le raccordement des hameaux entre eux et au centre du village. Certains sont entretenus par le centre d’insertion de canton, et d’autre font partie du réseau entretenu par le SIGAL.

#### Les grottes
La grotte des Fours est située au bas du rocher des Fours, le gros rocher au-dessus du village. On peut s’y rendre par le chemin du Semnoz au départ du hameau des Granges en 1 h 30 environ.
La grotte des Maquisards est aussi située sous ce banc de rocher mais elle est beaucoup moins accessible il faut passer un passage dangereux non sécurisé en direction de Gruffy. Son nom lui vient de la guerre de 1940. De nombreux résistants se sont cachés là haut lorsque les Allemands sont venus dans nos villages. Les habitants montaient la soupe tous les jours par ce sentier.

#### Les ruisseaux
L’eau du Semnoz s’évacue en direction du Chéran par de nombreux ruisseaux. Sept au total coupent la commune d’est en ouest. Ils sont d’un débit variable selon les saisons. Depuis quelques années ils ont tendance à se tarir en été. De nombreuses sources ont été captées. Une originalité sur le canton concerne le ruisseau de « Grand-maison », il est unique : son lit est au sommet d’une butte au centre des terres cultivables.

### Personnalités liées à la commune
- Louis Petit (1868-1927), religieux français de la congrégation des Augustins de l'Assomption, fondateur de la revue Échos de l'Orient, archevêque latin d'Athènes.